# Mary O'Neill
Mary Jane O'Neill (Concord, 11 febbraio 1965) è un'ex schermitrice statunitense.

## Biografia
Ha partecipato ai Giochi della XXIV Olimpiade di Seul nel 1988 ed ai Giochi della XXV Olimpiade di Barcellona nel 1992.

## Palmarès
In carriera ha conseguito i seguenti risultati:
- Giochi Panamericani:

Indianapolis 1987: oro nel fioretto a squadre.